# Waking Up the Neighbours
Waking Up the Neighbours  è il sesto album in studio del cantante rock canadese Bryan Adams, pubblicato nel settembre del 1991 dalla A&M Records. L'album è stato registrato presso i Battery Studios a Londra, e presso il The Warehouse Studio a Vancouver, mixato ai Mayfair Studios della capitale britannica, e masterizzato da Bob Ludwig presso gli studi Masterdisk a New York.
L'album è ricordato soprattutto per il successo del singolo (Everything I Do) I Do It for You, che rimase al primo posto delle classifiche britanniche per il tempo record di sedici settimane consecutive. L'album ha venduto in totale più di 16 milioni di copie nel mondo.
L'album è anche noto per aver causato controversie in Canada per via del sistema del Contenuto canadese. Ciò indica che una certa percentuale deve essere trasmessa da musica canadese in trasmissioni radiofoniche e televisive canadesi. Poiché Waking Up the Neighbours è stato in gran parte registrato in Inghilterra e co-prodotto da Robert John "Mutt" Lange (originario dello Zambia), l'album e le sue canzoni, in base alle norme in vigore fino al 1991, non furono considerate produzioni puramente canadesi. Nel frattempo l'album fu poco trasmesso in Canada, ma nonostante ciò riuscì a raggiungere il primo posto delle classifiche canadesi. A seguito delle lamentele di Bryan Adams, nel settembre di quell'anno, la Commissione canadese radio-televisiva e delle telecomunicazioni (CRTC) annunciò che le regole del Contenuto canadese sarebbero state ampliate. Il vecchio regolamento per la scrittura collaborativa tra i canadesi e non canadesi dove il compositore paroliere e musicale lavorato separatamente. A partire dal settembre 1991, il regolamento è stato ottimizzato per riconoscere le unioni in cui due (o più) collaboratori ogni contribuito a entrambi i testi e la musica, come fu nel caso di Adams e Lange.

## Il disco

### Antefatti
Dal 1987 al 1989, Adams e il suo collaboratore Jim Vallance, avevano scritto una dozzina di canzoni per un nuovo album.
Tuttavia, a causa di vari motivi un nuovo album fu fatto nel 1988 con la produzione di Steve Lillywhite presso gli Olympic Studios a Londra, ma non fu pubblicato nulla di queste sessioni. Adams non era soddisfatto dei risultati, quindi licenziò Lillywhite e riassunse il suo precedente produttore, Bob Clearmountain. Nel maggio 1989 Adams e Clearmountian registrarono nuovamente le canzoni, questa volta 
presso gli A&M Studios di Los Angeles. Ma neanche questa volta Adams era convinto. Quindi Adams ha registrato alcune tracce una terza volta, questa volta producendo lui stesso le sessioni. Ma non era ancora soddisfatto. Ecco per intero la lista delle tracce della versione dell'album:
1. Bouncin' Off The Walls (divenne "House Arrest")
2. Bye Bye Johnny
3. Electricity
4. Little Darlin'
5. Lucky Day
6. No Way Out
7. Rescue Me (divenne "Do I Have To Say The Words")
8. Rough Town (fu pubblicata nel 1994 da Johnny Hallyday)
9. Some Things Never Change (nel 1991 Johnny Hallyday registrò una versione francese della canzone "Tout pour te déplaire")
10. After The Thrill Is Gone
11. We'll Get By
12. Stand Up (divenne "Touch the Hand")

### Registrazione e produzione
Nell'estate del 1989 Adams si rivolse al produttore Robert John "Mutt" Lange aiutò a scrivere alcune nuove canzoni e a riscrivere alcune di quelle vecchie. Durante quel periodo si interruppe la collaborazione fra Adams e Vallance, per alcune divergenze, insieme avevano collaborato dal 1978 al 1989.
Le registrazioni hanno avuto inizio nella primavera del 1990, e insieme al missaggio, sono terminate nell'estate del 1991. Bryan Adams è stato aiutato nella composizione e nella produzione delle canzoni da Robert John "Mutt" Lange, già famoso per le sue collaborazioni con AC/DC, Foreigner e Def Leppard. I due hanno passato un lungo periodo a Londra per lavorare assieme alla produzione dell'album.L'album è stato registrato presso i Battery Studios in Inghilterra e il The Warehouse Studio in Canada.

### Canzoni
L'album contiene la canzone (Everything I Do) I Do It for You, inserita nella colonna sonora del film Robin Hood - Principe dei ladri nel 1991. Il singolo divenne un enorme successo mondiale, passando sette settimane al primo posto della Billboard Hot 100 negli Stati Uniti, sedici settimane consecutive al primo posto della Official Singles Chart (stabilendo un record nelle classifiche del Regno Unito), e nove settimane al primo posto nelle classifiche del Canada. La canzone è stata premiata ai Grammy Awards del 1992 come Migliore canzone scritta per un film, ed è stata inoltre nominata per l'Oscar alla migliore canzone del 1991.
Fu il singolo di maggior successo dell'album, e col tempo è diventato uno dei singoli più venduti nel mondo. La canzone nacque quando Adams venne contattato dai produttori del nuovo film di Kevin Costner, Robin Hood - Principe dei ladri, e venne chiesto di lavorare su una canzone scritta appositamente. Adams ricevette il nastro di un pezzo orchestrale scritto dal compositore di colonne sonore Michael Kamen. Con questo, lui e Lange usarono la sezione orchestrale di Kamen per comporre (Everything I Do) I Do It for You, che venne poi usata nei titoli di coda del film quando questo uscì nei cinema il 14 giugno 1991. La canzone andò al primo posto la settima antecedente alla pubblicazione del film e conquistò la vetta delle classifiche in ben trenta paesi. Il singolo vendette oltre 10 milioni di copie nel mondo. Anni dopo, quando la BBC chiese ad Adams se fosse stufo del successo di Everything I Do, questi rispose:
Julien Temple curò la regia del video musicale di (Everything I Do) I Do It for You, che venne girato in una foresta di Sheffield, in Inghilterra nel maggio del 1991.
Can't Stop This Thing We Started fu il secondo singolo estratto dall'album, ed è una canzone rock in contrasto con lo stile di (Everything I Do) I Do It for You. Raggiunse il secondo posto della Billboard Hot 100 dietro Cream di Prince. La canzone ha ricevuto due nomination ai Grammy Awards del 1992 come Miglior canzone rock e Miglior interpretazione vocale rock solista, senza tuttavia trionfare in nessuna delle due categorie.
There Will Never Be Another Tonight è stato il terzo singolo estratto dall'album. Il titolo proviene da un frammento composto da Bryan Adams e Jim Vallance nei tardi anni ottanta. La frase è stata inserita nella canzone verso la fine del 1990 e pubblicata nell'album di Adams nel 1991.
Thought I'd Died and Gone to Heaven è stato il quarto singolo pubblicato per Waking Up the Neighbours. Fu la prima canzone scritta da Mutt Lange e Bryan Adams per l'album. Ha raggiunto la posizione numero 13 della Billboard Hot 100 e la numero 14 della Mainstream Rock Songs negli Stati Uniti, il primo posto in Canada, e la posizione numero 8 nel Regno Unito.
Gli ultimi tre singoli sono stati All I Want Is You, Do I Have to Say the Words? e Touch the Hand. Do I Have to Say the Words? ha raggiunto il secondo posto in Canada e la posizione numero 11 della Billboard Hot 100. All I Want Is You e Touch the Hand non sono riusciti ad ottenere il successo degli altri singoli estratti dall'album.

## Pubblicazione e riscontro
| Recensione           | Giudizio |
| -------------------- | -------- |
| AllMusic             | [ 42 ]   |
| Entertainment Weekly | (B−)     |
| Rolling Stone        | [ 44 ]   |

Waking Up the Neighbours venne pubblicato il 24 settembre del 1991 e si piazzò alla sesta posizione della Billboard 200 negli Stati Uniti. I singoli estratti dall'album raggiunsero la vetta delle classifiche in diversi paesi, con (Everything I Do) I Do It for You che passò il record di sedici settimane consecutive al primo posto della Official Singles Chart. Il disco ha venduto più di 4 milioni di copie nei soli Stati Uniti, ed è il maggior successo di Adams a livello mondiale. Le regole del Contenuto canadese sono state riviste nel 1991 per consentire alle stazioni radiofoniche di passare quest'album senza violare i loro legali requisiti per la trasmissione di musica canadese. Bryan Adams ha ricevuto il suo primo Grammy Award per la miglior canzone scritta per un film grazie ad (Everything I Do) I Do It for You.
Waking Up the Neighbours fu promosso anche dagli altri singoli Can't Stop This Thing We Started, There Will Never Be Another Tonight, Thought I'd Died and Gone to Heaven, All I Want Is You, Do I Have to Say the Words? e Touch the Hand e tutti furono accompagnati da rispettivi video musicali. Tutte queste canzoni, inclusa Do I Have to Say the Words?, entrarono nella Billboard Hot 100. (Everything I Do) I Do It for You fu il singolo di maggior successo dell'album, piazzandosi al decimo posto nella Mainstream Rock Songs ed al primo nella Billboard Hot 100. (Everything I Do) I Do It for You è diventata con molta probabilità la canzone più riconoscibile e famosa di Bryan Adams. Il suo video musicale venne trasmesso di continuo su MTV.

## Polemica

### Contenuto canadese
L'album causò controversie in Canada per via del sistema del cosiddetto "Contenuto canadese" regolato della Commissione canadese radio-televisiva e delle telecomunicazioni (CRTC). Nonostante Adams fosse uno degli artisti canadesi dal più grande successo di sempre, la specifica natura delle sue collaborazioni con non-canadesi, unita alla sua decisione di registrare l'album principalmente fuori dal Canada, ha fatto sì che Waking Up the Neighbours e tutte le sue canzoni non furono considerate Contenuti canadesi per la trasmissione nelle radio locali. Secondo il sistema allora in atto, per qualificarsi come Contenuto canadese, un'incisione musicale doveva soddisfare almeno due dei seguenti quattro criteri:
1. l'artista deve essere canadese
2. l'incisione deve essere interamente registrata in Canada
3. la musica deve essere interamente composta da un canadese (o dei canadesi)
4. il testo deve essere interamente composto da un canadese (o dei canadesi)

Avendo Adams co-scritto le musiche e i testi con il non-canadese Mutt Lange e registrato gran parte dell'album fuori dal Canada, egli rispettò solo il primo dei quattro criteri. Come risultato, sotto il regolamento del CRTC nessuna delle canzoni dell'album venne considerata Contenuto canadese, limitando così la quantità di passaggi radiofonici che altrimenti queste avrebbero potuto ricevere in Canada.
In segno di protesta, Adams minacciò inizialmente di boicottare l'annuale manifestazione canadese dei Juno Awards, dove il suo album era stato quasi completamente ignorato dalla commissione nelle nomination. Finì per essere premiato come "Intrattenitore dell'anno" (votato dal pubblico) e "Produttore dell'anno".
Adams criticò pubblicamente la politica del CRTC, definendola come «una disgrazia, una vergogna [...] una stupidità». Continuò il suo attacco affermando:
È stato anche fatto notare che se Adams avesse scritto da solo tutti i testi, e Lange da solo tutte le musiche (o viceversa), la collaborazione sarebbe rientrata nei parametri del Contenuto canadese (finché sia stata registrato da un artista canadese, come Adams, o interamente registrata in Canada).
Come risultato della controversia, nel settembre di quell'anno, la CRTC annunciò che le regole del Contenuto canadese sarebbero state modificate. Il nuovo regolamento permette ai non-canadesi di contribuire fino al 50% del contenuto totale sia della musica che del testo di un'incisione musicale, ma deve sempre essere rispetta la seconda condizione di artista canadese o canzone registrata interamente in Canada.
Di conseguenza, le canzoni firmate Adams/Lange, e le canzoni firmate Adams/Lange/Vallance dell'album sono ora considerate Contenuto canadese, essendo anche Jim Vallance è canadese. Tuttavia, la canzone (Everything I Do) I Do It for You che porta la firma Adams/Lange/Kamen ancora oggi non è considerata Contenuto canadese, in quanto due dei tre autori sono non-canadesi e la traccia non è stata registrata in Canada.

## Tracce
Tutte le canzoni sono state composte da Bryan Adams e Robert John "Mutt" Lange, eccetto dove indicato.
1. Is Your Mama Gonna Miss Ya? – 4:40
2. Hey Honey - I'm Packin' You In! – 3:59 (Adams, Lange, Victoria Russell, Keith Scott)
3. Can't Stop This Thing We Started – 4:29
4. Thought I'd Died and Gone to Heaven – 5:48
5. Not Guilty – 4:12
6. Vanishing – 5:03
7. House Arrest – 3:57 (Adams, Lange, Jim Vallance)
8. Do I Have to Say the Words? – 6:11 (Adams, Lange, Vallance)
9. There Will Never Be Another Tonight – 4:40 (Adams, Lange, Vallance)
10. All I Want Is You – 5:20
11. Depend On Me – 5:07
12. (Everything I Do) I Do It for You – 6:34 (Adams, Lange, Michael Kamen)
13. If You Wanna Leave Me (Can I Come Too?) – 4:43
14. Touch the Hand – 4:05
15. Don't Drop That Bomb on Me – 6:02

### Versione Live from the Royal Albert Hall
Nel maggio del 2022, Adams ha effettuato 3 serate alla Royal Albert Hall, successivamente ha pubblicato un cofanetto con le registrazioni dal vivo Live at the Royal Albert Hall. L'uscita presenta Adams cantante e chitarra, Keith Scott alla chitarra, Pat Steward alla batteria, Solomon Walker al basso e Gary Breit alla tastiera. L'album è stato pubblicato l'8 dicembre 2023 in digital download.
1. Is Your Mama Gonna Miss Ya? – 3:33
2. Hey Honey - I'm Packin' You In! – 3:15
3. Can't Stop This Thing We Started – 4:56
4. Thought I'd Died and Gone to Heaven – 3:35
5. Not Guilty – 3:32
6. Vanishing – 4:51
7. House Arrest – 3:38
8. Do I Have to Say the Words? – 5:23
9. There Will Never Be Another Tonight – 4:10
10. All I Want Is You – 3:52
11. Depend On Me – 4:09
12. Touch the Hand – 3:11
13. If You Wanna Leave Me (Can I Come Too?) – 4:05
14. Don't Drop That Bomb on Me – 6:57
15. (Everything I Do) I Do It for You – 7:44

## Waking Up the World Tour
Prima di pubblicare l'album, Adams era già partito in tour per promuoverlo, l'8 giugno 1991, tenendo grandi concerti in Europa assieme agli ZZ Top. Poco dopo l'inizio del tour, venne pubblicato (Everything I Do) I Do It for You come singolo di debutto dell'album. Il singolo divenne un successo mondiale. Adams supportò ulteriormente il nuovo album con il suo Waking Up the World Tour, che partì nell'ottobre del 1991 e si concluse nel maggio del 1993. La prima data si svolse a Belfast, nell'Irlanda del Nord, l'8 ottobre 1991. Dopo diverse date in Europa, tra cui un concerto allo storico Wembley Stadium davanti a una folla di più di 72.000 persone, Adams si spostò negli Stati Uniti, dove si esibì al Ritz Theatre di New York il 10 gennaio 1992. Tale concerto andò sold-out in meno di venti minuti. Tra gli spettatori erano presenti Ben E. King e Nona Hendryx. La tappa canadese del Waking Up the World Tour prese il via a Sydney, Nuova Scozia il 12 gennaio 1992. Nel febbraio del 1992, Adams si spostò in Nuova Zelanda e Australia per sette date, presentate con una conferenza stampa a Sydney. Il tour giunse in Giappone il 21 febbraio con una dozzina di date in sei città diverse. Nel giugno 1992, il tour proseguì con altre date in diversi paesi europei, inclusi Italia, Germania, Paesi Bassi e Scandinavia, e nel luglio 1993, Bryan arrivò per la prima volta in carriera in Ungheria e Turchia. Il 10 agosto 1992, il cantante tornò negli Stati Uniti per un concerto di beneficenza al Madison Square Garden di New York, per proseguire con altre date in Canada. Il tour toccò il Messico con due date consecutive all'Auditorio Nacional nell'ottobre del 1992. Successivamente, Adams trascorse un anno alternandosi tra Stati Uniti e città asiatiche, prima di intraprendere un'ultima piccola tappa europea nell'estate del 1993. Il tour si concluse con una data allo stadio di Singapore il 31 dicembre 1993.
Coca-Cola fu lo sponsor officiale del tour mondiale e registrò uno spot con la canzone House Arrest in cui erano presenti Adams e la sua band mentre suonavano in un quartiere. Nello spot compariva l'attrice Neve Campbell.

### Waking Up the Neighbours 20th Anniversary Tour 2011/2014
In occasione del 20º anniversario della pubblicazione di Waking up The Neighbours, Adams celebrò questo evento con una serie di concerti in Europa e Canada.

## Formazione

### Musicisti
- Bryan Adams - voce, chitarra ritmica e solista
- Keith Scott - chitarra solista
- Mickey Curry - batteria, percussioni
- Tommy Mandel - pianoforte, tastiere
- Dave Taylor - basso
- Phil Nicholas - tastiere e programmazione
- Robbie King - organo Hammond
- Bill Payne - pianoforte, organo Hammond
- Larry Klein - basso
- Ed Shearmur - tastiere
- The Tuck Back Twins (Adams e Lange) - cori

### Personale tecnico
- Robert John "Mutt" Lange - produzione
- Bob Ludwig - Masterizzazione
- Nigel Green - registrazione
- Bob Clearmountain - missaggio
- Ken Lomas - registrazione aggiuntiva
- Ron Obvious - ingegnere del suono
- Yan Memmi - Assistente ingegnere
- Avril Mackintosh - Assistente missaggio
- Andrew Catlin - Fotografo

## Classifiche

### Classifiche settimanali
| Classifica (1991/92) | Posizione massima |
| -------------------- | ----------------- |
| Australia            | 1                 |
| Austria              | 1                 |
| Canada               | 1                 |
| Europa               | 1                 |
| Finlandia            | 1                 |
| Francia              | 12                |
| Germania             | 1                 |
| Italia               | 9                 |
| Norvegia             | 1                 |
| Nuova Zelanda        | 2                 |
| Paesi Bassi          | 2                 |
| Regno Unito          | 1                 |
| Spagna               | 5                 |
| Stati Uniti          | 6                 |
| Svezia               | 1                 |
| Svizzera             | 1                 |
| Ungheria             | 18                |

### Classifiche di fine anno
| Classifica (1991) | Posizione |
| ----------------- | --------- |
| Australia         | 23        |
| Austria           | 25        |
| Canada            | 15        |
| Francia           | 34        |
| Germania          | 27        |
| Italia            | 19        |
| Nuova Zelanda     | 32        |
| Paesi Bassi       | 13        |
| Regno Unito       | 12        |
| Classifica (1992) | Posizione |
| Australia         | 41        |
| Germania          | 19        |
| Nuova Zelanda     | 11        |
| Regno Unito       | 46        |
| Stati Uniti       | 23        |
| Svizzera          | 17        |

## Riconoscimenti
- Grammy Awards

| Anno | Evento        | Categoria                                                                | Nomination                          | Risultato       |
| ---- | ------------- | ------------------------------------------------------------------------ | ----------------------------------- | --------------- |
| 1992 | Grammy Awards | Record of the Year                                                       | (Everything I Do) I Do It for You   | Candidato/a     |
| 1992 | Grammy Awards | Song of the Year                                                         | (Everything I Do) I Do It for You   | Candidato/a     |
| 1992 | Grammy Awards | Best Pop Vocal Performance - Male                                        | (Everything I Do) I Do It for You   | Candidato/a     |
| 1992 | Grammy Awards | Best Song Written for a Motion Picture, Television or Other Visual Media | (Everything I Do) I Do It for You   | Vincitore/trice |
| 1992 | Grammy Awards | Best Rock Performance                                                    | There Will Never Be Another Tonight | Candidato/a     |
| 1992 | Grammy Awards | Best Rock Performance                                                    | Can't Stop This Thing We Started    | Candidato/a     |
| 1992 | Grammy Awards | Best Rock Song                                                           | Can't Stop This Thing We Started    | Candidato/a     |

- Juno Awards

| Anno | Evento      | Categoria              | Nomination                                                         | Risultato       |
| ---- | ----------- | ---------------------- | ------------------------------------------------------------------ | --------------- |
| 1992 | Juno Awards | Album of the Year      | Waking Up the Neighbours                                           | Candidato/a     |
| 1992 | Juno Awards | Single of the Year     | (Everything I Do) I Do It for You                                  | Candidato/a     |
| 1992 | Juno Awards | Single of the Year     | Can't Stop This Thing We Started                                   | Candidato/a     |
| 1992 | Juno Awards | Producer of the Year   | (Everything I Do) I Do It for You Can't Stop This Thing We Started | Vincitore/trice |
| 1993 | Juno Awards | Best Selling Album     | Waking Up the Neighbours                                           | Vincitore/trice |
| 1993 | Juno Awards | Single of the Year     | Thought I'd Died and Gone to Heaven                                | Candidato/a     |
| 1993 | Juno Awards | Songwriter of the Year | Waking Up the Neighbours                                           | Candidato/a     |

- American Music Award

| Anno | Evento               | Categoria                | Nomination                        | Risultato       |
| ---- | -------------------- | ------------------------ | --------------------------------- | --------------- |
| 1992 | American Music Award | Favorite Pop/Rock Single | (Everything I Do) I Do It for You | Vincitore/trice |

- MTV Video Music Awards

| Anno | Evento                 | Categoria              | Nomination                        | Risultato   |
| ---- | ---------------------- | ---------------------- | --------------------------------- | ----------- |
| 1991 | MTV Video Music Awards | Best Video from a Film | (Everything I Do) I Do It for You | Candidato/a |

- ASCAP Film and Television Music Awards

| Anno | Evento | Categoria                                 | Nomination                        | Risultato       |
| ---- | ------ | ----------------------------------------- | --------------------------------- | --------------- |
| 1992 | ASCAP  | Most Performed Songs from Motion Pictures | (Everything I Do) I Do It for You | Vincitore/trice |

- Ivor Novello Awards

| Anno | Evento              | Categoria                                                        | Nomination                        | Risultato       |
| ---- | ------------------- | ---------------------------------------------------------------- | --------------------------------- | --------------- |
| 1992 | Ivor Novello Awards | Award in Recognition of the Exceptional Success of a Single Song | (Everything I Do) I Do It for You | Vincitore/trice |

- Golden Globe

| Anno | Evento       | Categoria                           | Nomination                        | Risultato   |
| ---- | ------------ | ----------------------------------- | --------------------------------- | ----------- |
| 1992 | Golden Globe | Best Original Song - Motion Picture | (Everything I Do) I Do It for You | Candidato/a |

- Academy Awards

| Anno | Evento         | Categoria | Nomination                                                        | Risultato   |
| ---- | -------------- | --------- | ----------------------------------------------------------------- | ----------- |
| 1992 | Academy Awards | Best Song | (Everything I Do) I Do It for You Robin Hood - Principe dei ladri | Candidato/a |